# تازة أباد تشماقستان (أملش الشمالي)
تازة أباد تشماقستان (بالفارسية: تازه آبادچماقستان) هي قرية تقع في إيران في قسم أملش الشمالی الريفي. يقدر عدد سكانها بـ 73 نسمة .